# Daewoo USAS-12
USAS-12 — автоматична рушниця, розроблена Джоном Тревором наприкінці 1980-х років на основі ідей іншого американського конструктора Максвелла Атчіссона, що створив Atchisson Assault Shotgun.

## Історія
Тревор працював в невеликій компанії Gilbert Equipment Co, яка не мала виробничих потужностей. Після довгих пошуків потенційних виробників нової зброї було вибрано підрозділ південнокорейського конгломерату Daewoo — Daewoo Precision Industries. Корейські інженери виконали певні доопрацювання конструкції рушниці, після чого USAS-12 був запущений у виробництво. У числі основних покупців виявилися поліцейські та військові структури країн Південно-Східної Азії.
Gilbert Equipment Co намагалася імпортувати в США самозарядні варіанти для продажу на цивільному ринку, проте Бюро з контролю за алкоголем, тютюном і вогнепальною зброєю наклало на це заборону. Підрозділам уряду і поліції США продавалися варіанти місцевого виробництва, що збираються фірмою RAMO Defence з південнокорейських деталей. Інформація про використання USAS-12 будь-якими державними структурами відсутня.

## Опис
USAS-12 використовує автоматику на основі відводу порохових газів з каналу ствола із замиканням ствола поворотом затвора. Також як і у AAS/AA-12 пластиковий приклад зроблений порожнистим для того, щоб у нього при стрільбі відкочувалася затворна група. Дане рішення знижує темп стрільби і зменшує віддачу. Для забезпечення «двостороннього» вікна гільзоекстрактора, а також вирізи для рукоятки зведення затвора є на обох сторонах ствольної коробки. Трьохпозиційний запобіжник-перекладач режимів стрільби аналогічний такому в автомата M16. У ствольну коробку інтегрована ручка для перенесення.